# ベリー・ベスト・シリーズ/西城秀樹
『ベリー・ベスト・シリーズ/西城秀樹』（ベリー・ベスト・シリーズ さいじょうひでき）は、西城秀樹のベスト・アルバム。1978年4月25日にRCAから発売された。

## 内容
- 1973年の「青春に賭けよう」（4枚目）から1978年の「あなたと愛のために」（24枚目）までのシングル曲を収録したベスト・アルバムである。

## 収録曲
| #   | タイトル                     | 作詞 | 作曲・編曲 |
| --- | ---------------------------- | ---- | ---------- |
| A1. | 「あなたと愛のために」       |      |            |
| A2. | 「ブーツをぬいで朝食を」     |      |            |
| A3. | 「ボタンを外せ」             |      |            |
| A4. | 「セクシーロックンローラー」 |      |            |
| A5. | 「ブーメランストリート」     |      |            |
| A6. | 「ラストシーン」             |      |            |
| A7. | 「君よ抱かれて熱くなれ」     |      |            |
| A8. | 「恋の暴走」                 |      |            |
| B1. | 「この愛のときめき」         |      |            |
| B2. | 「傷だらけのローラ」         |      |            |
| B3. | 「激しい恋」                 |      |            |
| B4. | 「薔薇の鎖」                 |      |            |
| B5. | 「愛の十字架」               |      |            |
| B6. | 「ちぎれた愛」               |      |            |
| B7. | 「情熱の嵐」                 |      |            |
| B8. | 「青春に賭けよう」           |      |            |